# Le Raz-de-marée
Pour l’article homonyme, voir Raz-de-marée.

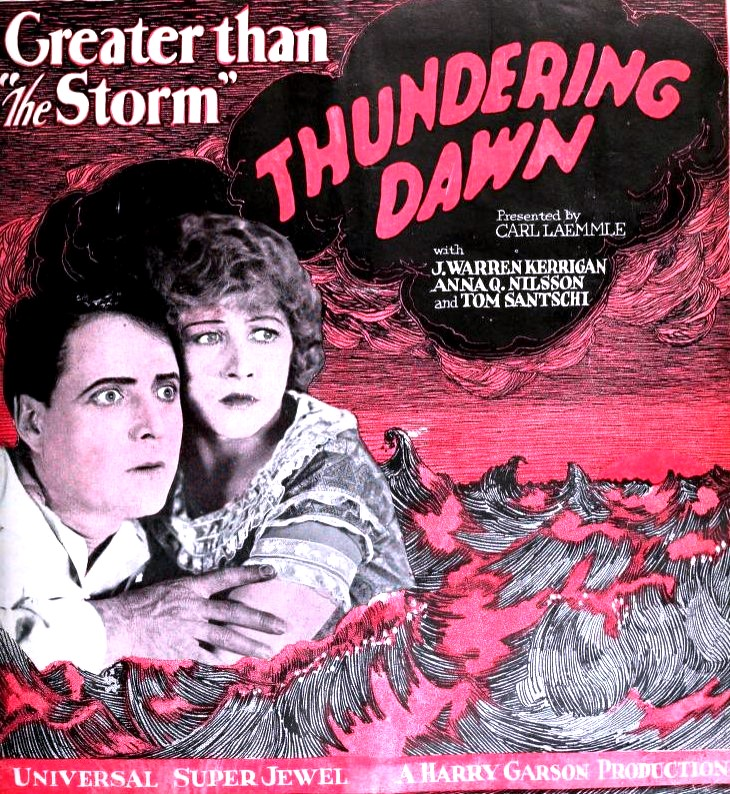
Annonce pour le film dans le magazine Film Daily.

Le Raz-de-marée (Thundering Dawn) est un film américain réalisé par Harry Garson et sorti en 1923.

## Synopsis
Jack Standish se reproche l'échec d'une entreprise commerciale avec son père. Il part sur l'île de Java, où il est séduit par Lullaby Lou, devient alcoolique et est brutalisé par le propriétaire de la plantation, Gordon Van Brock. Mary Rogers, la fiancée de Jack, le retrouve à Java et s'occupe de lui. Après que l'île ait été inondée par un typhon, ils retournent aux États-Unis.

## Fiche technique
- Titre original : Thundering Dawn
- Réalisation : Harry Garson
- Scénario : Raymond L. Schrock, Lenore Coffee, John F. Goodrich
- Production : Harry Garson
- Photographie : Charles Richardson, Louis Physioc, Elmer Ellsworth
- Genre : Mélodrame[1]
- Distributeur : Universal Pictures
- Durée : 7 bobines
- Date de sortie :
  - États-Unis : 5 novembre 1923

## Distribution
- J. Warren Kerrigan : Jack Standish
- Anna Q. Nilsson : Mary Rogers
- Winifred Bryson : Lullaby Lou
- Richard Kean : le Professeur

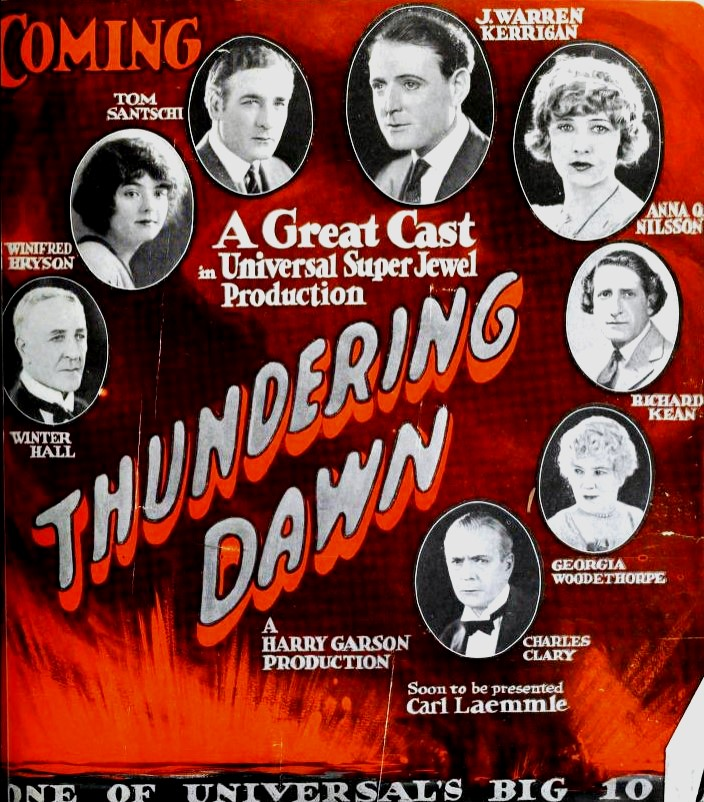
Annonce pour le film dans le magazine Film Daily.

- Thomas Santschi : Gordon Van Brock
- Edward Burns : Michael Carmichael
- Charles Clary : Morgan Sprott
- Herbert Fortier : The Doctor
- Winter Hall : John Standish
- Georgie Woodthorpe : Phoebe Standish
- Anna May Wong : The Honky Tonk Girl